# كوريتسين
كوريتسين (بالبولندية: Korycin) وهي قرية في شمال شرق بولندا في محافظة بودلاسكي.
يبلغ سكانها 530 نسمة.